# 君が代
『君が代』（きみがよ）は、日本の国歌。
君が代の歌詞は10世紀初頭に編纂された古今和歌集に収録された読人知らずの和歌に由来する。古今和歌集は10世紀初頭に編纂されており、世界の国歌の中で最も古い歌詞とされる。
1880年（明治13年）に西洋音楽に基づく曲が与えられ、事実上の国歌とされた。「君が代」の公式な作曲者は林廣守とされ、初めて公に演奏されたのは同1880年11月3日の天長節の宮中であった。
その後、君が代を正式に日本の国歌とする法律は無かったが、1999年（平成11年）の「国旗及び国歌に関する法律」により日本の国歌とされた。

## 歌詞
「君が代は千代に八千代にさざれ石の巌（いはほ）となりて苔のむすまで」は、10世紀に編纂された勅撰和歌集『古今和歌集』巻七「賀歌」巻頭に「読人知らず」として「我君は千代に八千代にさざれ石の巌となりて苔のむすまで」とある短歌を初出としている。
これが私撰（紀貫之撰集）の『新撰和歌』や朗詠のために藤原公任が撰した『和漢朗詠集』（11世紀成立）などにも収められ、祝賀の歌とされ、朗詠にも供され、酒宴の際に歌われる歌ともされたものである。9世紀にあって光孝天皇が僧正遍昭の長寿を祝って「君が八千代」としているように、「君」は広く用いる言葉であって君主・天皇を指すとは限らなかった。
すなわち、「我が君」とは祝賀を受ける人を指しており、「君が代」は天皇にあっては「天皇の治世」を意味しているが、一般にあってはこの歌を受ける者の長寿を祝う意味であった。この歌が利用された範囲は、歴史的にみれば、物語、御伽草子、謡曲、小唄、浄瑠璃から歌舞伎、浮世草子、狂歌など多岐にわたり、また箏曲、長唄、常磐津、さらには碓挽歌、舟歌、盆踊り唄、祭礼歌、琵琶歌から乞食の門付など、きわめて広範囲に及んでいる。また、「君が代は千代に八千代に」の歌が、安土桃山時代の隆達にあっては恋の小唄であることは広く知られるところである。この様に元来の歌では「君」の語は多義的に用いられた。溝口貞彦は、金子元臣の『古今和歌集通解』が｢君は二人称の代名詞で、天子の事ではない｣との記述を引いて、もともとは身近な長者など様々な者を指し示していたが、明治以後は一義的に天皇を指して用いられるようになったのであろうと述べている。
国歌としては、1869年（明治2年）、軍楽隊教官だったイギリス人ジョン・ウィリアム・フェントンが日本に国歌がないのを残念に思い、練習生を介して作曲を申し出たことを始まりとしている。1880年（明治13年）、法律では定められなかったが、事実上の国歌として礼式曲「君が代」が採用された。1893年（明治26年）に文部省文部大臣井上毅によって告示された。そのテーマは皇統の永続性とされる。
日本の国歌の歌詞およびその表記は、「国旗及び国歌に関する法律」（国旗国歌法）別記第二で定められている。

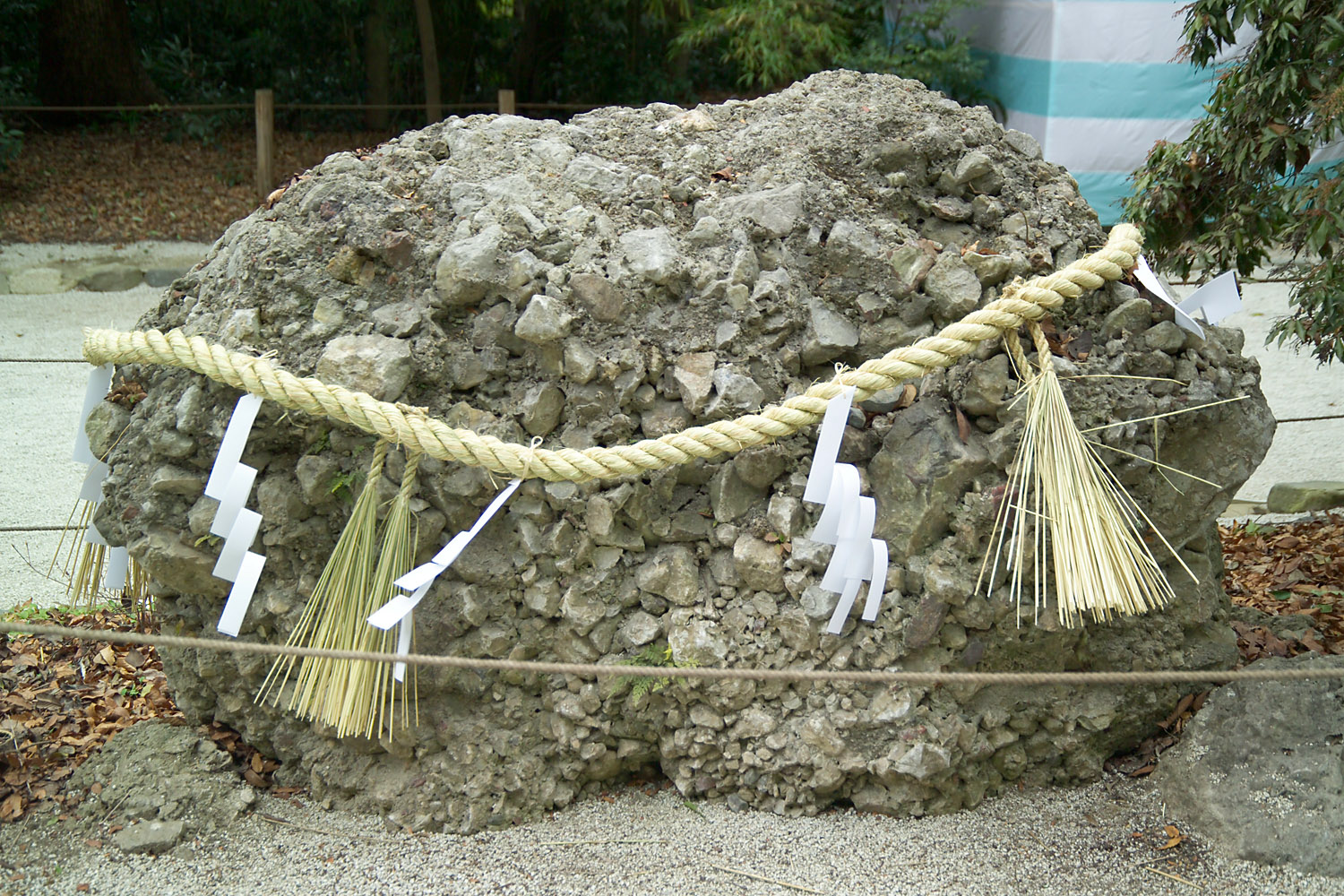
さざれ石、京都の賀茂御祖神社。

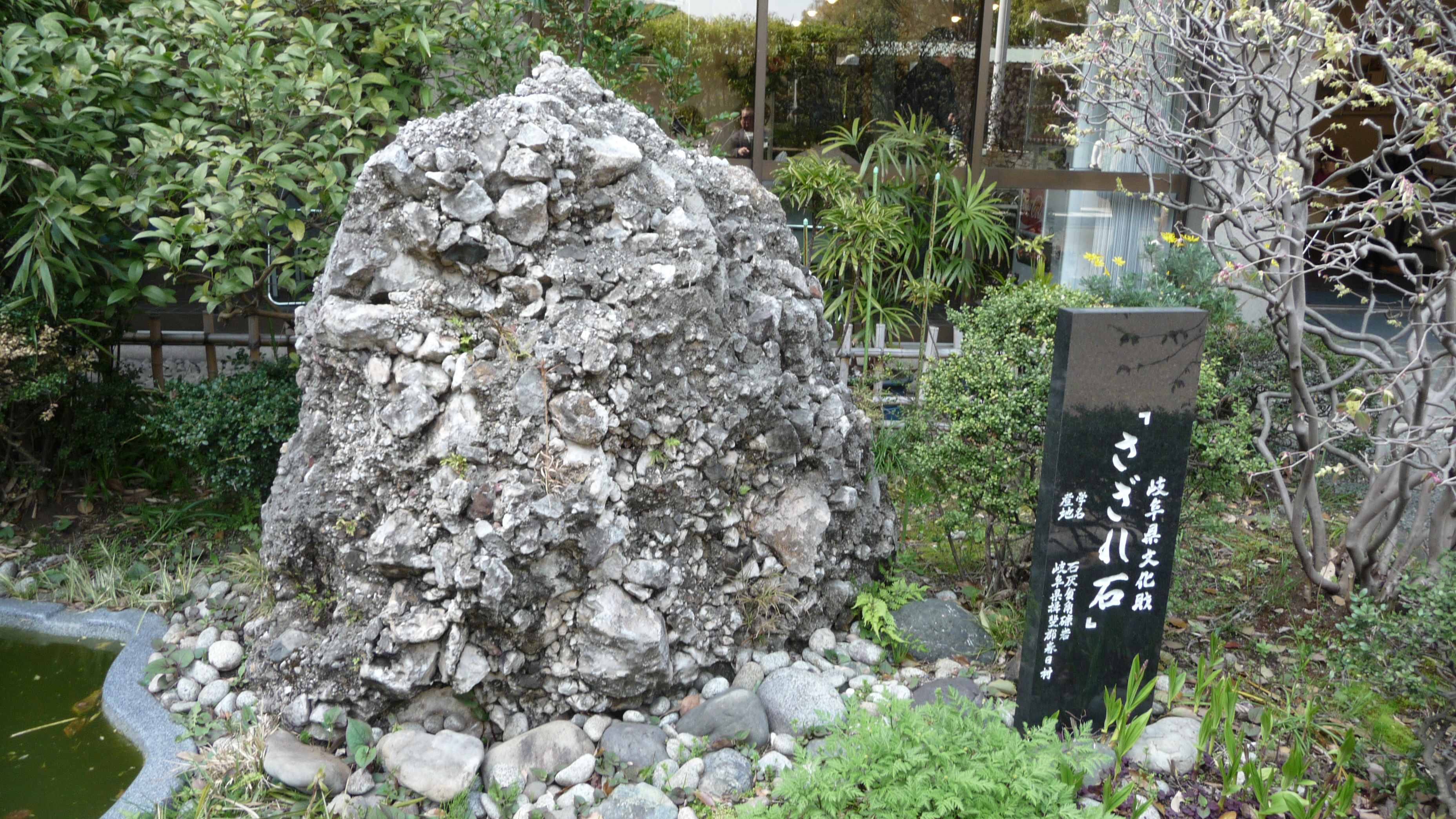
さざれ石、東京都千代田区 千鳥ケ淵戦没者墓苑。

「さざれ石のいわおとなりてこけのむすまで」とは「小石が成長して大きな岩となり、それに苔がはえるまで」の意味で、限りない悠久の年月を可視的なイメージとして表現したものである。同様の表現は『梁塵秘抄』巻一巻頭の「長歌十首」祝に「そよ、君が代は千世（ちよ）に一度（ひとたび）ゐる塵（ちり）の白雲（しらくも）かゝる山となるまで」にもみえる。一方では、小石が成長して巨岩になるという古代の民間信仰にもとづいており、『古今和歌集』「真名序」にも「砂（いさご）長じて巌となる頌、洋洋として耳に満てり」とある。

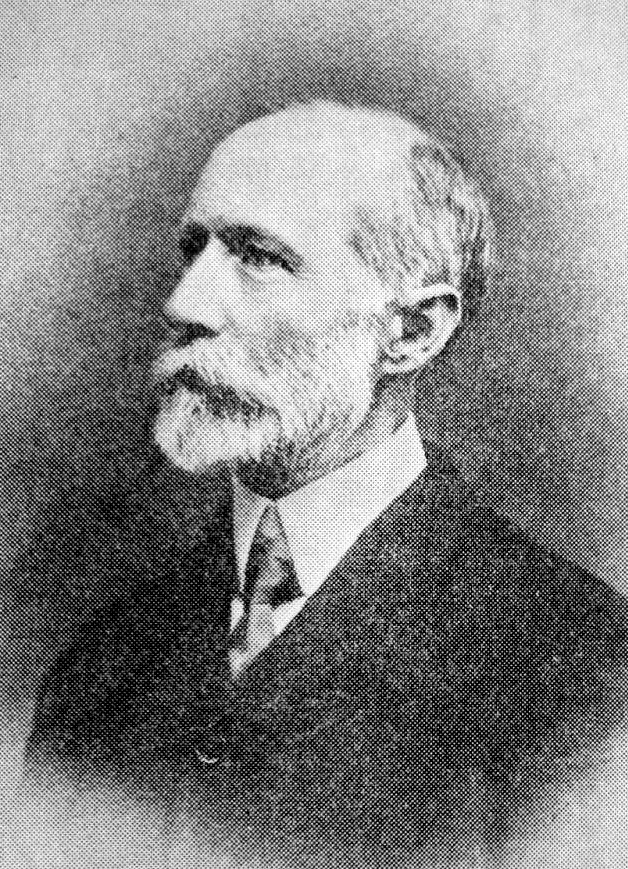
バジル・ホール・チェンバレン

イギリスの日本研究家バジル・ホール・チェンバレンは、この歌詞を英語に翻訳した。チェンバレンの訳を以下に引用する：
Thousands of years of happy reign be thine;

Rule on, my lord, till what are pebbles now

By age united to mighty rocks shall grow

Whose venerable sides the moss doth line.

（→汝の治世が幸せな数千年であるように

われらが主よ、治めつづけたまえ、今は小石であるものが

時代を経て、あつまりて大いなる岩となり

神さびたその側面に苔が生える日まで）
香港日本占領時期には、「君が代」の公式漢訳「皇祚」があった。
皇祚連綿兮久長
萬世不變兮悠長
小石凝結成巖兮
更巖生綠苔之祥皇祚連綿として久しく長し
万世変はらず悠かに長し
小石は凝結して巌と成り
更に巌は緑苔の祥を生ず

## 礼式曲「君が代」制定までの歴史

### 和歌としての君が代

#### テキスト
歌詞の出典は『古今和歌集』（古今和歌集巻七賀歌巻頭歌、題知らず、読人知らず、国歌大観番号343番）である。ただし、古今集のテキストにおいては初句を「我が君は」とし、現在の国歌の歌詞とは完全には一致していない。
我が君は 千代にやちよに さざれ石の 巌となりて 苔のむすまで
文献にみえる完全な一致は、朗詠のための秀句や和歌を集めた『和漢朗詠集』の鎌倉時代初期の一本に記すものが最古といわれる（巻下祝、国歌大観番号775番）。
『和漢朗詠集』においても古い写本は「我が君」となっているが、後世の版本は「君が代」が多い。この「我が君」から「君が代」への変遷については初句「我が君」の和歌が『古今和歌集』と『古今和歌六帖』以外にはほとんどみられず、以降の歌集においては初句「君が代」が圧倒的に多いことから時代の潮流で「我が君」という直接的な表現が「君が代」という間接的な表現に置き換わったのではないかという推測がある。千葉優子は、「我が君」から「君が代」への転換は平安時代末期ころに進んだとしている。朗詠は、西洋音楽やその影響を受けた現代日本音楽における、歌詞と旋律が密接に関ってできている詞歌一致体とは異なり、その歌唱から歌詞を聴きとることは至難である。
なお『古今和歌六帖』では上の句が「我が君は千代にましませ」となっており、『古今和歌集』も古い写本には「ましませ」となったものもある。また写本によっては「ちよにや ちよに」と「や」でとぎれているものもあるため、「千代にや、千代に」と反復であるとする説も生まれた。

#### 解釈
万葉集などでは「君が代」の言葉自体は「貴方（あるいは主君）の御寿命」から、長（いもの）にかかる言葉であり、転じて「わが君の御代」となる。『古今和歌集』収録の原歌では、上述したように「君」は「あなた」「主人」「君主」など広く用いる言葉であって天皇をさすとは限らない。『古今和歌集』巻七の賀歌22首のうち18首は特定の個人、松田武夫によれば光孝天皇、藤原基経、醍醐天皇の3人にゆかりの人々にかかわる具体的な祝いの場面に際しての歌である。その祝いの内容は、ほとんどが算賀であるが出生慶賀もある。これに対し、最初の4首は読人知らずで作歌年代も古いとみられ、歌が作られた事情もわからない。そのうちの1首で、冒頭に置かれたものが「君が代」の原歌である。したがってこの「君」は特定の個人をさすものではなく治世の君（『古今和歌集』の時代においては帝）の長寿を祝し、その御世によせる賛歌として収録されたものと理解することが可能である。
後世の注釈書では、この歌の「君」が天子を指すと明示するものもある。それが、『続群書類従』第十六輯に収められた堯智の『古今和歌集陰名作者次第』である。同書第1巻の刊行は、万治元年（1658年）のことであり、堯智は初句を「君か代ともいうなり」とし、「我が大君の天の下知しめす」と解説しており、これによれば、17世紀半ばの江戸時代前期において「天皇の御世を長かれ」と祝賀する歌だとの解釈が存在していたこととなる。
『古今和歌集』に限らず、勅撰集に収められた賀歌についてみるならば「君」の意味するところは時代がくだるにつれ天皇である場合がほとんどとなってくる。勅撰集の賀歌の有り様が変化し、算賀をはじめ現実に即した言祝ぎの歌がしだいに姿を消し、題詠歌と大嘗祭和歌になっていくからである。こういった傾向は院政期に入って顕著になってくるもので王朝が摂関政治の否定、そして武家勢力との対決へと向かうなかで勅撰集において天皇の存在を大きく打ち出していく必要があったのではないかとされている。

### 諸文芸・諸芸能と「君が代」
「君が代」は朗詠に供されたほか、鎌倉時代以降急速に庶民に広まり、賀歌に限らない多様な用いられ方がなされるようになった。仏教の延年舞にはそのまま用いられているし、田楽・猿楽・謡曲などでは言葉をかえて引用された。一般には「宴会の最後の歌」「お開きの歌」「舞納め歌」として使われていたらしく、『曽我物語』（南北朝時代〜室町時代初期成立）では宴会の席で朝比奈三郎義秀が「君が代」を謡い舞う例、『義経記』（室町時代前期成立）でも静御前が源頼朝の前で賀歌「君が代」を舞う例を見ることができる。
安土桃山時代から江戸時代の初期にかけては、性をも含意した「君が代は千代にやちよにさゞれ石の岩ほと成りて苔のむすまで」のかたちで隆達節の巻頭に載っており、同じ歌は米国ボストン美術館蔵「京都妓楼遊園図」［六曲一双、紙本着彩、17世紀後半、作者不詳］上にもみられる。祝いの歌や相手を思う歌として小唄、長唄、地歌、浄瑠璃、仮名草子、浮世草子、読本、祭礼歌、盆踊り、舟歌、薩摩琵琶、門付等に、あるときはそのままの形で、あるときは歌詞をかえて用いられ、この歌詞は庶民層にも広く普及した。
16世紀の薩摩国の戦国武将島津忠良（日新斎）は、家督をめぐる内紛を収めたのち、急増した家臣団を結束させるための精神教育に注力し、琵琶を改造して材料も改め、撥も大型化し、奏法もまったく変えて勇壮果敢な音の鳴る薩摩琵琶とした。そして、武士の倫理を歌った自作の47首に軍略の助言も求めた盲目の僧淵脇了公に曲をつけさせ、琵琶歌「いろは歌」として普及させた。島津日新斎作詞・淵脇了公作曲の琵琶歌「蓬莱山」の歌詞は、以下のようなものである。
「君が代」を詠み込んだこの琵琶歌は、薩摩藩家中における慶賀の席ではつきものの曲として歌われ、郷中教育という一種の集団教育も相まって、この曲を歌えない薩摩藩士はほとんどいなかった。なかでも、大山弥助（のちの大山巌）の歌声は素晴らしかったといわれる。
「君が代」は、江戸城大奥で元旦早朝におこなわれる「おさざれ石」の儀式でも歌われた。これは、御台所（正室）が正七ツ（午前4時）に起床し、時間をかけて洗面・化粧・「おすべらかし」に髪型を結い、装束を身に付けて緋毛氈の敷かれた廊下を渡り、部屋に置かれた盥（たらい）のなかの3つの白い石にろうそくを灯し、中年寄が一礼して「君が代は千代に八千代にさざれ石の」と上の句を吟唱すると、御台所が「いはほとなりて苔のむすまで」と下の句を応え、御台所の右脇にいた中臈が石に水を注ぐという女性だけの「浄めの儀式」であった。盥には、小石3個のほかユズリハと裏白、田作りが丁重に飾られていた。

### 礼式曲「君が代」の成立
| フェントン作曲の「君が代」 お使いのブラウザーでは、音声再生がサポートされていません。音声ファイルをダウンロードをお試しください。 |

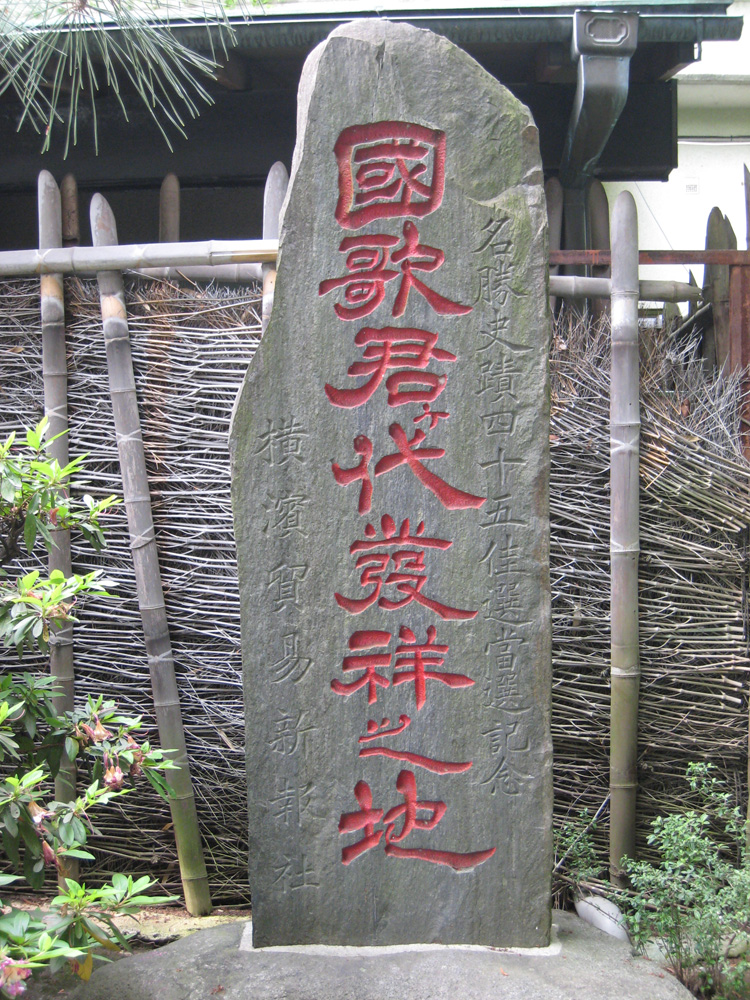
「國歌君ヶ代発祥之地」碑
----
薩摩バンドが寄宿していた横浜・妙香寺境内に建つ

1869年（明治2年）4月、イギリス公使ハリー・パークスよりエディンバラ公アルフレッド（ヴィクトリア女王次男）が7月に日本を訪問し、約1か月滞在する旨の通達があった。その接待掛に対しイギリス公使館護衛隊歩兵大隊の軍楽隊長ジョン・ウィリアム・フェントンが、日本に国歌がないのは遺憾であり、国歌あるいは儀礼音楽を設けるべきと進言し、みずから作曲を申し出た。
当時の薩摩藩砲兵大隊長であった大山弥助（のちの大山巌）は、大隊長野津鎮雄と鹿児島少参事大迫喜左衛門とはかり、薩摩琵琶歌の「蓬萊山」のなかにある「君が代」を歌詞に選び、2人ともこれに賛成して、フェントンに示した。こうしてフェントンによって作曲された初代礼式曲の「君が代」はフェントンみずから指揮し、イギリス軍楽隊によってエディンバラ公来日の際に演奏された。ただし澤鑑之丞が当時フェントンの接遇係の一人であった原田宗介から聞いた話では、軍上層部にフェントンの意見を問い合わせたところ、会議中で取り合ってもらえず、接遇係たちに対応が任された。この際、静岡藩士の乙骨太郎乙が大奥で行われた正月の儀式「おさざれ石」で使用された古歌を提案し、原田が『蓬莱山』と共通しているとしてこの歌をフェントンに伝えたという経緯となる。
同年10月、鹿児島から鼓笛隊の青少年が横浜に呼び寄せられ、薩摩バンド（薩摩藩軍楽隊）を設立する。フェントンから楽典と楽器の演奏を指導され、妙香寺で猛練習をおこなった。翌年1870年（明治3年）8月12日、横浜の山手公園音楽堂でフェントン指揮、薩摩バンドによる初めての演奏会で、初代礼式曲「君が代」は演奏される。同年9月8日、東京・越中島において天覧の陸軍観兵式の際に吹奏された。しかし、フェントン作曲の「君が代」は威厳を欠いていて楽長の鎌田真平はじめ不満の声が多かったのに加え、当時の人々が西洋的な旋律になじめなかったこともあって普及はしなかった。
近代西洋における国歌は、日本が開国した幕末の時点で外交儀礼に欠かせないものとなっていたため、日本でも国歌の必要性が認識されるようになっていた。
1876年（明治9年）、海軍楽長の中村祐庸は海軍省軍務局長宛に「君が代」楽譜を改訂する上申書「天皇陛下ヲ祝スル楽譜改訂之儀」を提出し、その中で国歌の重要性を以下のように述べている。
「（西洋諸国において）聘門往来などの盛儀大典あるときは、各国たがいに（国歌の）楽譜を謳奏し、以てその特立自立国たるの隆栄を表認し、その君主の威厳を発揮するの礼款において欠くべからざるの典となせり」。すなわち、国歌の必要性はまず何よりも外交儀礼の場においてなのであり、現在でも例えばスペイン国歌の「国王行進曲」のように歌詞のない国歌も存在する。当初は "national anthem" の訳語もなかったが、のちに「国歌」と訳された。ただし、従来「国歌」とは「和歌」と同義語で、漢詩に対するやまと言葉の歌（詩）という意味で使われていたため "national anthem" の意味するところはなかなか国民一般の理解するところとならなかった。
この意見にもとづき、宮中の詠唱する音節を尊重して改訂する方向で宮内省と検討に入り、フェントンの礼式曲は廃止された。翌年1877年に西南戦争が起こり、その間にフェントンは任期を終えて帰国した。

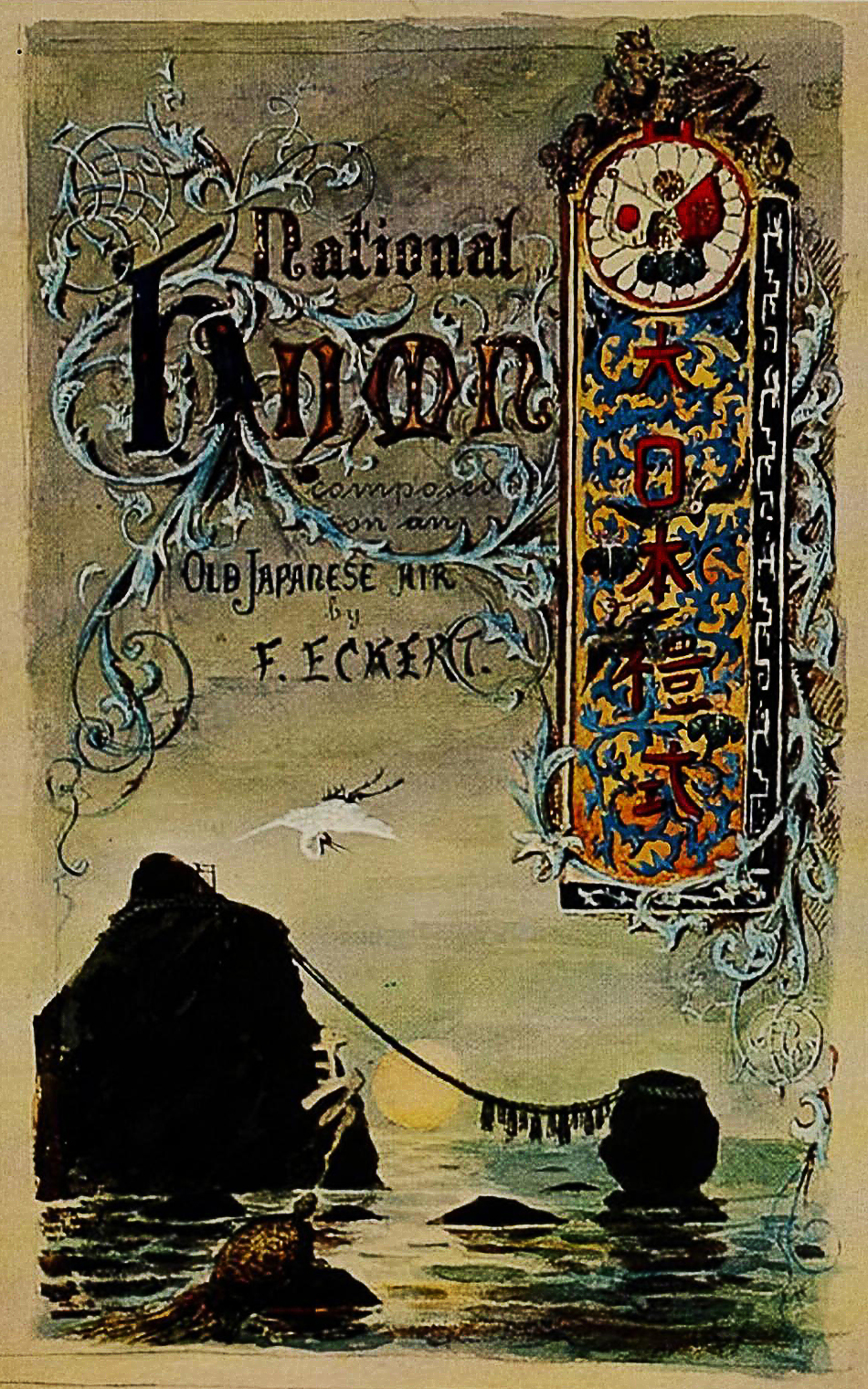
"Japanese National hymn（日本の礼式曲）"譜面の表紙
----
伊勢の夫婦岩をデザイン。作曲者としてエッケルトの名がみえる。クルト・ネットー作（1880年）

1880年（明治13年）7月、楽譜改訂委員として海軍楽長中村祐庸、陸軍楽長四元義豊、宮内省伶人長林廣守、前年来日したドイツ人で海軍軍楽教師のフランツ・エッケルトの4名が任命された。採用されたのは林廣守が雅楽の壱越調の旋法で作曲したものであり、これは、実際には、廣守の長男林廣季と宮内省式部職雅樂課の伶人奥好義がつけた旋律をもとに廣守が曲を起こしたものとみとめられる。この曲に改訂委員のひとりフランツ・エッケルトが西洋式和声を付けて吹奏楽用に編曲した。
改訂版「君が代」は、1880年（明治13年）10月25日に試演され、翌26日に軍務局長上申書である「陛下奉祝ノ楽譜改正相成度之儀ニ付上申」が施行され、礼式曲としての地位が定まった。同年11月3日の天長節には初めて宮中で伶人らによって演奏され、公に披露された。調子は、フラット（♭）2つの変ロ調であった。
海軍省所蔵の1880年（明治13年）の原譜に「国歌君が代云々」とあることから、エッケルト編曲による現行の「君が代」の成立時には「国歌」という訳語ができていたことが知られる。
1881年（明治14年）に最初の唱歌の教科書である『小学唱歌集 初編』が文部省音楽取調掛によって編集され、翌年、刊行された。ここでの「君が代」の歌詞は、現代の「君が代」とは若干異なり、また2番まであった。曲も英国人ウェッブが作曲した別曲で、小学校では当初こちらが教えられた。
また、陸軍省もエッケルト編曲の「君が代」を国歌とは認めず、天皇行幸の際には「喇叭オーシャンヲ奏ス」と定めており、天覧の陸軍大調練には「オーシャン」が演奏されていた。1882年（明治15年）、音楽取調掛が文部省の命を受けて「君が代」の国歌選定に努めたが、実現しなかった。ウェッブの「君が代」はあまり普及しなかった。雅楽調のエッケルト編曲「君が代」は好評で、天皇礼式曲として主として海軍で演奏された。
1888年（明治21年）、海軍省が林廣守作曲、エッケルト編曲「君が代」の吹奏楽譜を印刷して「大日本礼式 Japanische Hymne （von F.Eckert））」として各官庁や各条約国に送付した。1889年（明治22年）の音楽取調掛編纂『中等唱歌』にはエッケルト編曲の礼式曲が掲載され、1889年12月29日「小学校ニ於テ祝日大祭日儀式ニ用フル歌詞及楽譜ノ件」では『小学唱歌集 初編』と『中等唱歌』の双方が挙げられた。ただし、当初は国内でそれを認めていた人は必ずしも多くなかった。
礼式曲「君が代」の普及は、1890年（明治23年）の『教育勅語』発布以降、学校教育を通じて強力に進められた。1891年（明治24年）、「小学校祝日大祭日儀式規定」が制定され、この儀式では祝祭当日にふさわしい歌を歌唱することが定められた。
1893年（明治26年）8月12日、文部省は「君が代」等を収めた「祝日大祭日歌詞竝樂譜」を官報に告示した。ここには、「君が代」のほか、「一月一日」（年のはじめの）、「紀元節」（雲に聳ゆる）、「天長節」（今日の佳き日は）など8曲を制定発表している。「君が代」は、作曲者は林廣守、詞については「古歌」と記され、調子は「大日本礼式」より一音高いハ調とされ、4分の4拍子であるが休符は使用されなかった。
1897年（明治30年）11月19日の陸軍省達第153号で「『君が代』ハ陛下及皇族ニ対シ奉ル時に用ユ」としており、ここにおいて「君が代」はようやくエッケルト編曲の現国歌に統一された。「君が代」は、学校儀式において国歌として扱われ、紀元節、天長節、一月一日には児童が学校に参集して斉唱され、また、日清戦争（1894年 - 1895年）・日露戦争（1904年 - 1905年）による国威発揚にともなって国民間に普及していった。1903年（明治36年）にドイツで行われた「世界国歌コンクール」では、「君が代」が一等を受賞している。ただし、明治時代にあっては、国歌制定の議は宮内省や文部省によって進められたものの、すべて失敗しており、法的には小学校用の祭日の歌にすぎなかった。
1912年（大正元年）8月9日、「儀制ニ關スル海軍軍樂譜」が制定され、1914年（大正3年）に施行された「海軍禮式令」では、海軍における「君が代」の扱いを定めている。
軍艦旗の掲揚降下とは、朝8時に掲揚し日没時に降下する、古くからの世界共通の慣習であり、海上自衛隊でも引き継がれている。軍楽隊が乗船している艦が外国の港湾に停泊している場合は、自国の国歌で掲揚降下をおこなったのち、訪問国の国歌を演奏する習わしとなっている。

## 国歌「君が代」の成立

### 第二次世界大戦前
「君が代」は、正式な国歌ではなかったものの、国際的な賓客の送迎やスポーツ関係などで国歌に準じて演奏・歌唱されることが多くなり、とくに昭和10年代に入るとこの傾向はいっそう顕著となった。
1936年（昭和11年）に文部大臣となった平生釟三郎は、ある日、造船所の見習職工に『君が代』の歌詞を漢字入りで書かせたところ、同音異義語を充てる者（例：岩音）や誤字が多かったことに気がついた。国歌の歌詞を発音のみで覚え、意味を理解していないのは問題だとして、尋常小学校の教科書に君が代を掲載するよう指示を出した。
その後、小学校の国定修身教科書に歌詞が掲載されるようになり、「私たち臣民が『君が代』を歌ふときには、天皇陛下の万歳を祝ひ奉り、皇室の御栄を祈り奉る心で一ぱいになります。」（『小学修身書』巻四）として君が代を歌う意味も掲載されるようになった。また、1941年（昭和16年）に設立された国民学校の修身教科書でも「君が代の歌は、天皇陛下のお治めになる御代は千年も万年もつづいてお栄えになるように、という意味で、国民が心からお祝い申し上げる歌であります。」（国民学校4年用国定修身教科書『初等科修身二』）と記された。日中戦争から太平洋戦争にかけての時期には、大伴家持の和歌に1937年（昭和12年）に信時潔が曲をつけた「海行かば」も第二国歌のような扱いを受け、様々な場面で演奏・唱和された。

### 第二次世界大戦後
第二次世界大戦後には、連合国軍総司令部（GHQ）が日本を占領し、日の丸掲揚禁止とともに、「君が代」斉唱を全面的に禁止した。その後GHQは厳しく制限しつつ、ごく特定の場合に掲揚・斉唱を認め、1946年（昭和21年）11月3日の日本国憲法公布記念式典で昭和天皇・香淳皇后出御のもと「君が代」が斉唱された。しかし、半年後の1947年（昭和22年）5月3日に開催された憲法施行記念式典では「君が代」でなく憲法普及会が選定した国民歌「われらの日本」（作詞・土岐善麿、作曲・信時潔）が代用曲として演奏され、天皇還御の際には「星条旗よ永遠なれ」が演奏された。「君が代」の歌詞について、第二次世界大戦前に「国体」と呼ばれた天皇を中心とした体制を賛えたものとも解釈できることから、一部の国民から国歌にはふさわしくないとする主張がなされた。たとえば読売新聞は1948年（昭和23年）1月25日の社説において、「これまで儀式に唄ったというよりむしろ唄わせられた歌というものは、国家主義的な自己賛美や、神聖化された旧思想を内容にしているため、自然な心の迸りとして唄えない」とした上で「新国歌が作られなくてはならない」と主張した。
また、「君が代」に代わるものとして、1946年、毎日新聞社が文部省の後援と日本放送協会の協賛を受けて募集・制作した新憲法公布記念国民歌「新日本の歌」（土井一郎作詞、福沢真人作曲）がつくられ、1948年（昭和23年）には朝日新聞社と民主政治教育連盟が日本放送協会の後援を受けて募集・制作した国民愛唱の歌「こゝろの青空」（阿部勇作詞、東辰三作曲）がつくられた。前者は日本コロムビアより、後者は日本ビクターより、それぞれレコード化されるなどして普及が図られた。1951年1月、日本教職員組合（日教組）が「君が代」に代わる「新国歌」として公募・選定した国民歌として「緑の山河」（原泰子作詞、小杉誠治作曲）もつくられた。しかし、1951年（昭和26年）9月のサンフランシスコ平和条約以降は、礼式の際などに、再び「君が代」が国歌に準じて演奏されることが多くなった。
GHQ占領下の学校・教育現場では、1946年（昭和21年）の国民学校令施行規則から「君が代」合唱の部分が削除されていた。しかし、文部省の天野貞祐文部大臣による国民の祝日に関する「談話」などから、1950年（昭和25年）10月17日に「学校や家庭で日の丸掲揚、君が代斉唱することを推奨する」との通達が全国の教育委員会へ行われており、主権回復後の1958年（昭和33年）学習指導要領に「儀式など行う場合には国旗を掲揚し、君が代を斉唱することが望ましい」と記載されたことなどから、学校で再び日の丸掲揚・君が代斉唱が行われるようになり、これに反対する日本教職員組合等との対立が始まった。その後、学習指導要領は「国歌を斉唱することが望ましい（1978年）」、「入学式や卒業式などにおいては、その意義を踏まえ、国旗を掲揚するとともに、国歌を斉唱するよう指導するものとする（1989年）」と改訂され、現在は入学式・卒業式での掲揚・斉唱が義務付けられている。

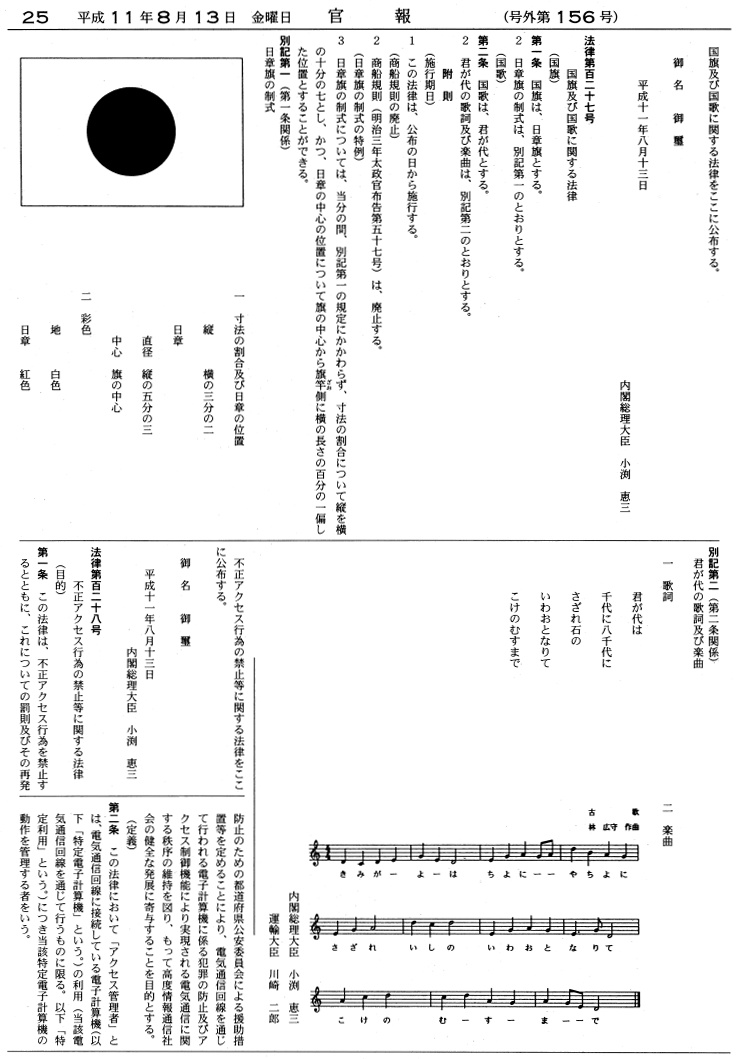
官報「国旗及び国歌に関する法律」

「君が代」は事実上の国歌として長らく演奏されてきたが、法的に根拠がないことから法制化が進み、1999年（平成11年）8月9日、「国旗及び国歌に関する法律」（国旗国歌法）が成立し、13日に公布（号外第156号）され、即日施行された。日本国政府の公式見解は、国旗国歌法案が提出された際の平成11年6月11日の段階では「『君』とは、『大日本帝国憲法下では主権者である天皇を指していたと言われているが、日本国憲法下では、日本国及び日本国民統合の象徴である天皇と解釈するのが適当である。』（「君が代」の歌詞は、）『日本国憲法下では、天皇を日本国及び日本国民統合の象徴とする我が国の末永い繁栄と平和を祈念したものと理解することが適当である』」としたが、そのおよそ2週間後の6月29日に「（「君」とは）『日本国憲法下では、日本国及び日本国民統合の象徴であり、その地位が主権の存する国民の総意に基づく天皇のことを指す』『『代』は本来、時間的概念だが、転じて『国』を表す意味もある。『君が代』は、日本国民の総意に基づき天皇を日本国及び日本国民統合の象徴する我が国のこととなる』（君が代の歌詞を）『我が国の末永い繁栄と平和を祈念したものと解するのが適当』」と変更した。
なお、同法案は衆議院で賛成403、反対86（投票総数489）で平成11年7月22日に、参議院では賛成166、反対71（投票総数237）で平成11年8月9日に、それぞれ賛成多数で可決された。
この「別記第二」として掲載されているハ調の「君が代」の楽譜には、テンポの指定や強弱記号がなく、また、本来6カ所あるべきスラーが付されていないなど、不完全なものであった。

### 君が代の代案とその頓挫
君が代に代わる新国歌として、「われら愛す」や「われらの日本」、「海ゆかば」などが構想されたがいずれも頓挫している。

### 現状
「君が代」は、国旗国歌法によって公式に国歌とされている。法制定以前にも、1974年（昭和49年）12月に実施された内閣府・政府広報室の世論調査 において、対象者の76.6パーセントが「君が代は日本の国歌（国の歌）としてふさわしい」と回答する一方で、「ふさわしくない」と回答したのは9.5パーセントだった。
なお、日本コロムビアから発売した「君が代」を収録したCDは1999年までの10年間に全種累計で約10万枚を売り上げ、キングレコードから発売した「君が代」を含むCD『世界の国歌』は改訂盤が発売されるごとに毎回1万数千枚を売り上げている（1999年時点）。

## 楽曲

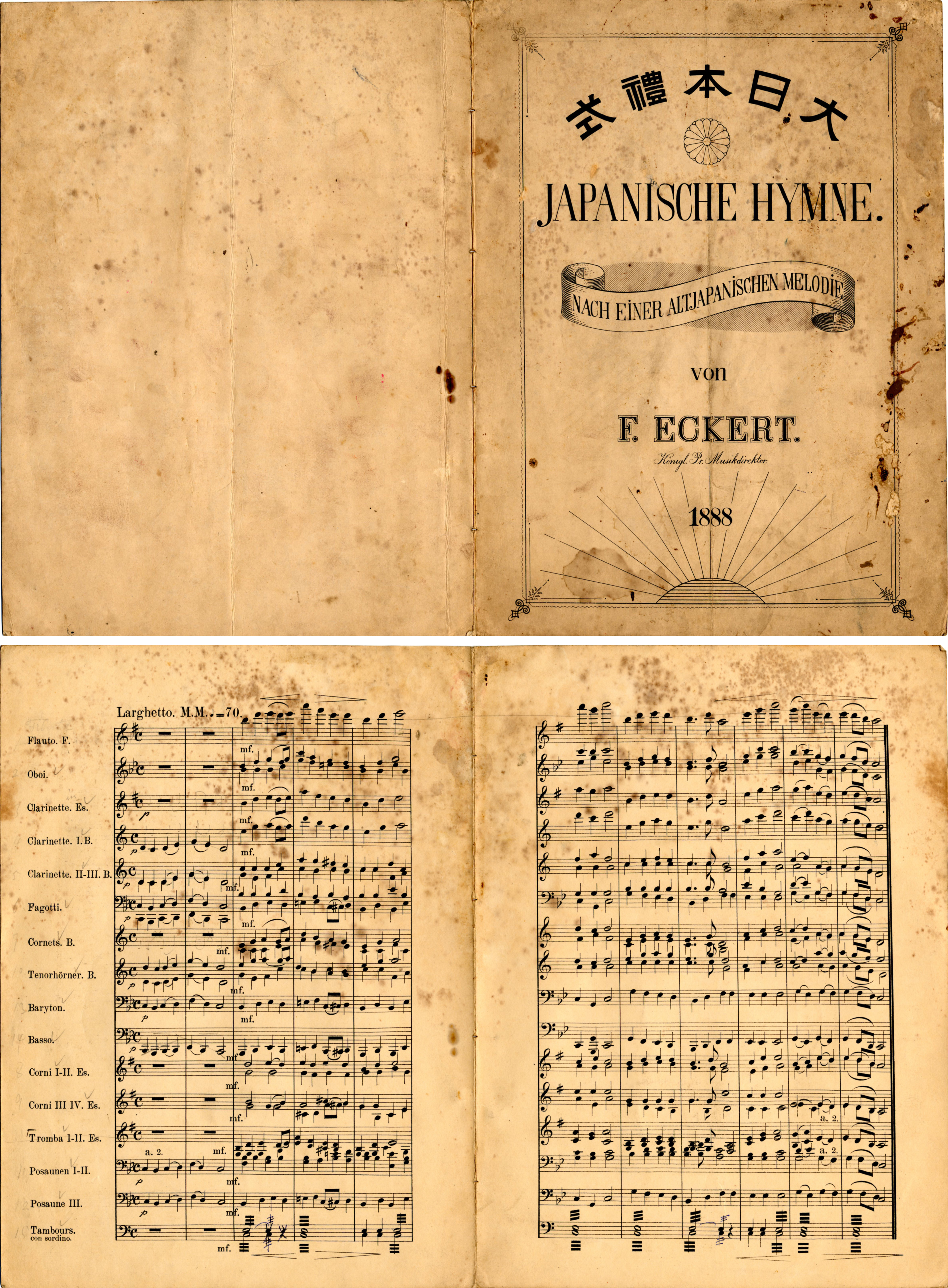
君が代の音楽シート（1888年）

国歌としては最短のもののひとつである。曲についてはウガンダの国歌のメロディーは8小節（不完全小節を含まず）であり、君が代の11小節よりも短く、演奏時間も30秒程度である。ただし同国歌の歌詞には2番と3番があり、1番に続いて歌われることもあるため、この場合は君が代よりも長くなる。歌詞についてもほとんどの国歌より短いが、スペイン、サンマリノ、ボスニア・ヘルツェゴビナおよびコソボの国歌は公式な歌詞を持たないため、単純に比較することはできない。
君が代には本来は前奏は存在しないが、歌い出しを合わせるために前半二小節（”君が代は…”まで）の演奏のみを前奏として繰り返し流すことが日本では多くの場面で見られる（例えば大相撲の国歌斉唱など）。この場合(前奏)→(君が代は…)で歌い出しとなる。明治期から前奏あり・なしは混在しておりもはや慣習となっているため国旗国歌法の違反とはならないとされる。

### 拍子と調子
拍子は4分の4拍子である。
調子は、雅楽の六調子のうち呂旋に属する壱越調である。現行「君が代」は、1880年（明治13年）の初演の際の楽譜（「大日本礼式」）では変ロ調であったが、1893年（明治26年）の「祝日大祭日歌詞竝樂譜」以降はハ調となっている。

### テンポと演奏時間
1888年（明治21年）のエッケルト編曲「大日本礼式」におけるテンポは、♩=70（1分間に四分音符70拍）と設定されていた。このテンポで演奏すると、演奏時間はだいたい37秒となる。1912年（大正元年）の「儀制ニ関スル海軍軍楽譜」別冊収載の「海軍儀制曲総譜」の「君が代」にはテンポ表示がなく、Larghetto（ややおそく）の速度標語が記載されている。1893年（明治26年）8月の文部省告示「祝日大祭日歌詞竝楽譜」では、♩=69であった。
♩=60で演奏した場合、1拍を1秒とすると44秒となる。旧海軍では軍艦旗を掲揚降下する際、信号ラッパ譜の「君が代」（国歌の「君が代」とは別の曲、#関連する楽曲節の楽譜とサウンドファイルを参照）を45秒で吹奏しており、同じ港湾に軍楽隊が乗り込んだ旗艦が停泊していた場合、国歌の「君が代」もラッパ譜の「君が代」と同じく45秒で演奏していた。これは、習慣となったものであり、明文化された資料等は確認されていない。なお、♩=50で演奏すると52秒かかり、NHKのテレビ・ラジオ放送終了時に演奏されるテンポとなる。
近代オリンピックにおいては、2014年ソチオリンピック以降、表彰式で流される君が代（演奏：読売日本交響楽団）が1分20秒に及ぶスローテンポとなったが、これは2012年頃、国際オリンピック委員会（IOC）が国旗掲揚のときに統一感を出すためにと、演奏時間を60 - 90秒に収めた国歌音源を提出するよう指示したことに対し、日本オリンピック委員会（JOC）が応えたことによるという。しかし、2016年リオデジャネイロオリンピックの際に選手から「（長くて）歌いづらかった」と不満が出たことなどから、2018年平昌オリンピックまでに音源が差し替えられ、1分4秒の長さに変更された。

## 評価
作曲家の團伊玖磨は晩年に、国歌の必要条件として、短い事、エスニックである事、好戦的でない事の3条件を挙げ、イギリス国歌、ドイツ国歌、「君が代」の3つが白眉であると評した。なお、「君が代」については同時に、「音楽として、歌曲としては変な曲だが国歌としては最適な曲である。」と記した。
中田喜直、水谷川忠俊ら多くの作曲家から、歌詞と旋律が一致していないことが指摘されている。詳しくは中田喜直#人物も参照
2018年に英国のテレグラフ紙が、同年のサッカーワールドカップ出場32か国の国歌ランキングを発表し「堂々と、洗練された、叙情的」として14位としている。

## 君が代に関する諸説

### 「九州王朝」起源説による解釈
九州王朝説を唱えた古田武彦は自ら邪馬壹国の領域と推定している糸島半島や近隣の博多湾一帯のフィールド調査から次のような「事実」を指摘している。
- 「君が代」は、金印（漢委奴国王印）が発見された福岡県・志賀島にある志賀海神社において、神功皇后の三韓出兵の際、志賀海神社の社伝によると、その食前において山誉の神事を奉仕したことにより、神功皇后よりこの神事を「志賀島に打ち寄せる波が絶えるまで伝えよ」[61] と庇護され今に伝承されている4月と11月の祭礼（山誉め祭[62][63]）にて以下のような神楽歌として古くから伝わっている。（後述する『太平記』にも、この舞が神功皇后の三韓出兵以前より伝わる神事（舞い）と推察される記述が存在する。）
- なお、この山誉め祭は、民俗学的に価値のある神事として、福岡県の県指定の有形民俗文化財[64] に指定されている。

- 糸島・博多湾一帯には、千代の松原の「千代」、伊都国の王墓とされる平原遺跡の近隣に細石神社の「さざれ石」、細石神社の南側には「井原鑓溝遺跡」や「井原山」など地元住民が「いわら=（いわお）」と呼ぶ地名が点在し、また若宮神社には苔牟須売神（コケムスメ）が祀られ極めて狭い範囲に「ちよ」 「さざれいし」 「いわら」 「こけむすめ」と、「君が代」の歌詞そのものが神社、地名、祭神の4点セットとして全て揃っていること。
- 細石神社の祭神は「盤長姫（イワナガヒメ）」と妹の「木花咲耶姫（コノハナノサクヤビメ）」、若宮神社の祭神は「木花咲耶姫（コノハナノサクヤビメ）」と「苔牟須売神（コケムスメ）」であるが「盤長姫命（イワナガヒメ）」と妹の「木花咲耶姫（コノハナノサクヤビメ）」は日本神話における天孫降臨した瓊瓊杵尊（ニニギノ尊）の妃であり日本の神話とも深く結びついている。

上記の事から、「君が代」の誕生地は、糸島・博多湾岸であり「君が代」に歌われる「君」とは皇室ではなく山誉め祭神楽歌にある「安曇の君」（阿曇磯良）もしくは別名「筑紫の君」（九州王朝の君主）と推定。
- 『古今和歌集』の「君が代」については本来「君が代は」ではなく特定の君主に対して詩を詠んだ「我が君は」の形が原型と考えられるが、古今和歌集が醍醐天皇の勅命によって編まれた『勅撰和歌集』であり皇室から見ると「安曇の君」は朝敵にあたるため、後に有名な『平家物語』（巻七「忠度都落ち」）の場合のように“朝敵”となった平忠度の名を伏せて“読人しらず”として勅撰集（『千載和歌集』）に収録した「故郷花（ふるさとのはな）」のように、紀貫之は敢えてこれを隠し、「題知らず」「読人知らず」の形で掲載した。
- 糸島・博多湾一帯[65] は参考資料[66]」を見るように古くは海岸線が深く内陸に入り込んでおり、元来「君が代」とは「千代」→「八千代（=千代の複数形=千代一帯）」→「細石神社」→「井原、岩羅」と古くは海岸近くの各所・村々を訪ねて糸島半島の「若宮神社」に祀られている「苔牟須売神」へ「我が君」の長寿の祈願をする際の道中双六のような、当時の長寿祈願の遍路（四国遍路のような）の道筋のようなものを詠った民間信仰に根づいた詩ではないかと推定している。

なお、『太平記』には、「君が代」が奉納される山誉め祭の神楽とも関係する、阿曇磯良（阿度部（あどべ）の磯良）の出現について以下のように記述が存在する。
- 神功皇后は三韓出兵の際に諸神を招いたが、海底に住む阿度部の磯良だけは、顔にアワビやカキがついていて醜いのでそれを恥じて現れなかった。そこで住吉神は海中に舞台を構えて『磯良が好む舞を奏して誘い出すと』、それに応じて磯良が現れた。磯良は龍宮から潮を操る霊力を持つ潮盈珠・潮乾珠（日本神話の海幸山幸神話にも登場する）を借り受けて皇后に献上し、そのおかげで皇后は三韓出兵に成功したのだという。
- 海人族安雲氏の本拠である福岡県の志賀海神社の社伝でも、「神功皇后が三韓出兵の際に海路の安全を願って阿曇磯良に協力を求め、磯良は熟考の上で承諾して皇后を庇護した」とある。北九州市の関門海峡に面する和布刈神社は、三韓出兵からの帰途、磯良の奇魂・幸魂を速門に鎮めたのに始まると伝えられる。

### 作詞者について
『古今和歌集』収載「我が君は 千代に八千代に さゞれ石の 巌となりて 苔のむすまで」は「読人知らず」とされているが、実際の詠み人は文徳天皇の第一皇子惟喬親王に仕えていたとある木地師だったとする説がある。それによれば、当時は位が低かったために「読人知らず」として扱われたが、この詞が朝廷に認められたことから、詞の着想元となったさざれ石にちなみ「藤原朝臣石位左衛門」の名を賜ることとなったというものである。
また、上述の堯智『古今和歌集陰名作者次第』では、この歌の詠み人は橘清友ではないかとしている。

### 松永文相報告
1985年（昭和60年）2月26日の閣議で松永光文部大臣は文部省の調査で「君が代」には3番まで歌詞があると報告している。それによれば、
である。このうち二番は源頼政のよんだ歌、三番は光孝天皇の大嘗祭に奉られた歌である。

## 歌唱・演奏した著名人
「君が代」は現在に至るまで幅広い著名人によって歌唱・演奏されている。
かつての日本ではスポーツの開幕などで君が代の演奏や独唱が行われる機会が少なかったが、TUBEの前田亘輝が1993年5月15日にJリーグ開幕戦で披露した頃から定着し始め、著名人による独奏や演奏の機会が増加している。
また、君が代の演奏を音楽媒体等に収録して発売した例として以下が挙げられる。
- 忌野清志郎 Little Screaming Revue - 1999年のアルバム『冬の十字架』に収録。パンクロック調にアレンジされた。本来はポリドールからのリリース予定であったが、この曲のアレンジに関して忌野とポリドール上層部が衝突。自主レーベルSWIM RECORDSからのリリースとなった[70]。
- 宇宿允人（指揮）、フロイデフィルハーモニー（演奏） - 2004年8月録音。2007年発売のCD『宇宿允人の世界23』に交響曲第9番ニ短調op.125「合唱付き」とともに収録[71]。ムック本『別冊正論24 再認識「終戦」』付録CDにも収録されている[72]。
- サザンオールスターズ - 2000年発売のライブ・ビデオ『シークレットライブ'99 SAS 事件簿 in 歌舞伎町』に収録[73]。前年に開催された同名のシークレットライブのアンコールの1曲目に観客と共に斉唱した際の映像[74]。
- デーモン閣下 - アルバム『うただま』に収録。
- 東儀秀樹 - 1997年発売のアルバム『幻奏譜』に収録。
- 長渕剛 - 2013年発売のDVD『THE TRUTH』DISC3に収録[75]。前年に開催されたアリーナツアー『Stay Alive』の大阪城ホール公演で「親知らず」の途中で観客とともに斉唱した際の映像[75]。
- 八十八ヶ所巡礼 - アルバム『八+八』収録「日本」の冒頭でアレンジして使っている。
- ピチカート・ファイヴ - 2001年発売のCD『さ・え・ら ジャポン』に収録。インストゥルメンタル。
- 平井堅 - 2003年発売のDVD『MTV UNPLUGGED Ken Hirai』に収録[76]。
- 藤山一郎 - 2000年発売のCD『君が代のすべて』（キングレコード）に収録。
- 矢野顕子 - 1976年発売のライブアルバム『長月 神無月』に収録。
- 吉川久子 - 2021年7月18日に自身のYouTubeチャンネルにてフルートで演奏された音源を配信[77]。

## 関連する楽曲
| 1885年制定の信号ラッパ譜『君が代』 (in G) お使いのブラウザーでは、音声再生がサポートされていません。音声ファイルをダウンロードをお試しください。 |
| 信号ラッパ譜の『君が代』（旧日本陸軍・海軍 および海上自衛隊 が使用）                                                                             |

- 君が代行進曲
- 唱歌版君が代
- 箏曲・君が代変奏曲（宮城道雄作曲）
- 信号ラッパ譜・君が代 - 以下の2曲が存在

1. 1885年に制定されて旧日本陸海軍がかつて使用し、現在は海上自衛隊が使用している曲[82]（右の譜例と試聴用サウンドファイル参照）
2. 山口常光作曲で、陸上自衛隊が使用している曲[83]（右の試聴用外部メディア参照）

- 皇子さま（久保田宵二作詞、佐々木すぐる作曲） - 上皇明仁が生まれた時の奉祝の歌のひとつとして発表された。
- 『7つの連合国国歌によるパラフレーズ』作品96（アレクサンドル・グラズノフ） - 第1次世界大戦の連合国7か国（ロシア、セルビア、モンテネグロ、フランス、イギリス、ベルギー、日本）の国歌が使用されている[84]。
- 『日本行進曲』 - ヨーゼフ・シュトラウスが1862年に作曲した行進曲。この曲の第2主題が改訂版の『君が代』（1880年）からの引用ではないかという説があったものの、第2主題は1800年前後に出版された複数の書籍に掲載されていた旋律であることが判明している（日本行進曲 (ヨーゼフ・シュトラウス)#主題の引用元を参照）。
- 『皇軍万歳』-日本の軍歌、曲の終わりに君が代のメロディが使用されている
- 『行進曲「日本海海戦」』-軍歌「日本海海戦」の行進曲編曲版。トリオに君が代が使用されている。

## 参考音源
Media:Kimigayo70.mid
君が代：演奏のみ。テンポ4分音符70個毎分。初めてテンポの正式記録が記された「大日本禮式」でのテンポによる。
 Media:Kimigayo60.mid
君が代：演奏のみ。テンポ4分音符60個毎分（終り部分リタルダンド）。旧日本海軍軍楽隊が演奏していたテンポによる。
 Media:Kimigayo50.mid
君が代：演奏のみ。テンポ4分音符50個毎分。NHKのテレビ・ラジオ放送終了時に演奏されるテンポによる。